# Nicheシンドローム
『Nicheシンドローム』（ニッチシンドローム）は、ONE OK ROCKの4枚目のオリジナルアルバム。

## 解説
- 前作『感情エフェクト』から、1年7か月ぶりとなるオリジナルアルバム[2]。
- Nicheとは隙間、窪みという意味。「隙間産業ばかりの音楽、つまり特定の客層だけを狙ったような楽曲ばかりに偏り過ぎて、本質が見失われがちだから、もっと良いものを作っていこう」という想いが込められている。
- 初回限定盤CDはシークレットトラック（お遊びトラック）の「男と女について」付き。付属DVDには、「完全感覚Dreamer」・「じぶんROCK」・「Liar」のPV[注 1]、「完全感覚Dreamer」のライブ映像等が収録されている。また、初回限定盤はCDのジャケットが通常盤とは異なる。

## 記録
- 彼らとしては初のオリコン週間アルバムチャートでのトップ10圏内へのランクインを果たした。
- 着うたの有料配信サイトレコチョク「着うた」「着うたフル」のロック部門で「完全感覚Dreamer」・「じぶんROCK」・「Liar」が2010年上半期(1月～6月)のダウンロードランキングの上位三曲を独占[3]。その後、「完全感覚Dreamer」は同サイトのロック部門における2010年度の年間ダウンロードランキングで1位を獲得した。
- 2015年10月26日付の週間チャート(オリコン)でチャートイン回数が200回を達成。また、2016年には年間アルバムチャートでも59位にランクインし、発売から実に6年越しでの年間チャートへのランクインを果たした[1]ほか、2017年10月30日付の週間チャートでは300回、2019年12月16日付の週間チャートでは400回のチャートインを達成している[4]。

## 収録曲

### CD
※ シングル曲およびカップリング曲の解説は各ページを参照。
1. Introduction [1:00]
  - イントロダクション。 本作からアルバムの1曲目はインストとなっている。
2. Never Let This Go [4:17]
  - 作詞・作曲：Taka, 編曲：ONE OK ROCK、是永巧一

  - 本作唯一の全英語詞であり、元メンバーであるAlexに送った曲であるとされている。
  - 2012年のSUMMER SONIC以降ライブで演奏されていなかったが、2023年のMY FIRST STORYとの対バンであるVSにて11年ぶりに演奏された。
3. 完全感覚Dreamer [4:09]
  - 作詞・作曲：Taka, 編曲：ONE OK ROCK、akkin

  - 初のオリコントップ10入りを果たした4thシングル。
4. 混雑コミュニケーション [3:17]
  - 作詞・作曲：Taka, 編曲：ONE OK ROCK、akkin
5. Yes I am [3:33]
  - 作詞・作曲：Toru/Taka, 編曲：ONE OK ROCK、akkin
  - 2010年の武道館公演以降、まったく演奏されていなかったが、2018年のwith Orchestra Japan Tourで約8年ぶりに演奏された。
6. Shake it down [3:13]
  - 作詞：Taka, 作曲：Toru/Taka, 編曲：ONE OK ROCK、akkin
7. じぶんROCK [3:43]
  - 作詞・作曲：Taka, 編曲：ONE OK ROCK、akkin

  - TSUTAYA限定でレンタルされたアルバム先行シングル。PVがYouTubeにて公開されている。
8. Liar [3:34]
  - 作詞：Taka, 作曲：Toru/Taka, 編曲：ONE OK ROCK、是永巧一

  - 本作のリードトラックで、こちらもPVがYouTubeにて公開されている。ライブでは半音下げで演奏されることが多い。
9. Wherever you are [4:53]
  - 作詞・作曲：Taka, 編曲：ONE OK ROCK、是永巧一

  - 2016年にNTTドコモのCMソング「"家族"篇」に起用。ビルボードジャパンのチャートにランクイン、その後4ヶ月以上トップ20にランクインし続けるロングヒット作となっている[5]。発売から5年半後にヒットした珍しい例[6]。その後"家族"篇に「Cry Out」(アルバム『35xxxv』収録曲)、"感情のすべて/仲間"篇に「Always coming back」(2016年3月16日配信曲)と3作連続でONE OK ROCKがCMソングを担当している[7]。
  - 台湾のテレビドラマ『植劇場（中国語版）』内『戀愛沙塵暴 Love Of Sandstorm（中国語版）』のエンディングテーマ。
  - 「結婚式で最も利用された楽曲」ランキングでは、2017年度、2018年度の2年連続で1位を獲得した[8]。
  - 2020年10月時点で、Billboard Japan Hot 100チャートに200週以上ランクインしている唯一の楽曲となっている[9]。
10. Riot!!! [4:14]
  - 作詞・作曲：Taka, 編曲：ONE OK ROCK、是永巧一
11. アダルトスーツ[4:10]
  - 作詞：Taka, 作曲：Toru/Taka, 編曲：ONE OK ROCK、akkin
12. 未完成交響曲 [3:25]
  - 作詞：Taka, 作曲：Toru/Taka, 編曲：ONE OK ROCK、akkin
13. Nobody's Home [4:17]（通常盤）/ [9:16] （初回限定盤）
  - 作詞・作曲：Taka, 編曲：ONE OK ROCK、平出悟

  - Takaの両親である森進一と森昌子に対しての謝罪と感謝の気持ちをストレートに書いた曲。
  - ライブのアンコールでよく演奏される。
  - 初回限定盤は6分9秒（「ロック」へのこだわりからの語呂合わせ）あたりからシークレットトラック（お遊びトラック）の「男と女について」が始まる。

### 初回盤DVD
「完全感覚Dreamer」から「Liar」まではPV
1. 完全感覚Dreamer
2. じぶんROCK
3. Liar
4. じぶんROCK Ver.2 < MV Shooting Off Shot >
  - 同曲のインスト・バージョンがBGMとして流れている。
5. 完全感覚Dreamer -2009.11.26 LIVE at Zepp Tokyo-